# Miscellanées Bissextiles
Albums de Matmatah
Plates coutures
Singles
1. Bet You and I
Sortie : 16 juin 2022
2. Brest-même
Sortie : 9 novembre 2022
3. Hypnagogia
Sortie : 12 décembre 2022
4. Fière allure
Sortie : 10 janvier 2023
5. SklogW II (On n’a pas l’cul sorti des ronces)
Sortie : 10 avril 2024 (single) et 24 mai 2024 (EP)

Miscellanées Bissextiles est un album de Matmatah sorti en 2023.
C'est le premier double album du groupe, qui revient au rock celtique qu'ils avaient exploré sur le premier album La Ouache. Les sessions sont marquées par le remplacement d'Emmanuel Baroux par le jeune guitariste Léopold Riou.

## Conception

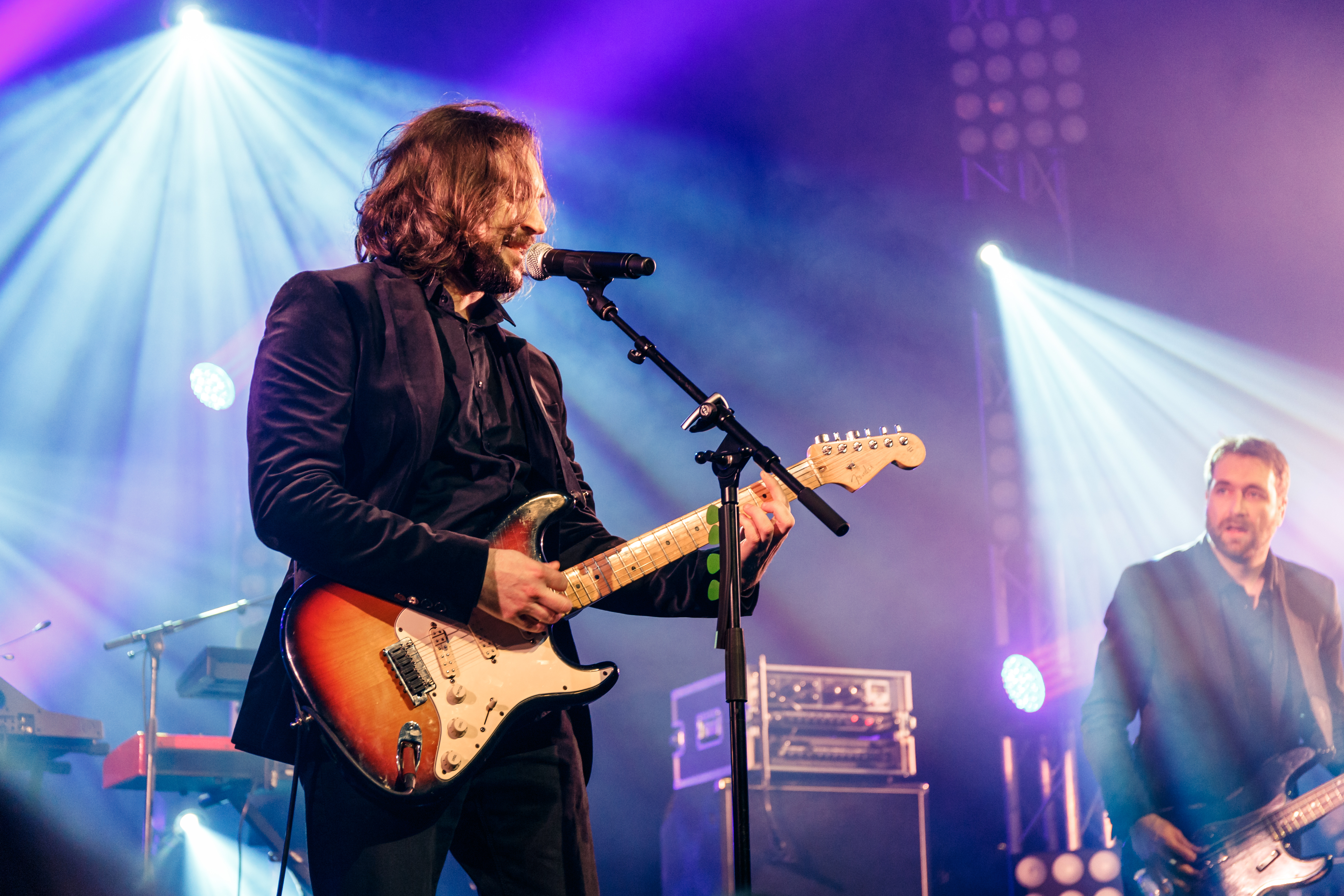
Tristan Nihouarn et Éric Digaire en concert en février 2017.

Matmatah s'est fait connaitre il y a plus de 25 ans avec un rock français comportant des influences bretonnes à une époque où le rock celtique vivait un regain d’intérêt notoire. Après une séparation en 2008, puis une reformation en 2016, le groupe publie son nouvel album Plates coutures en 2017 qui est suivi d'une tournée à succès. Au moment de la sortie de l'album, Julien Carton est engagé officiellement comme pianiste du groupe dès la tournée à suivre.
Après la fin de la tournée, le groupe commence dès 2019 à travailler sur le prochain album dans le plus grand secret. Pour la réalisation de l'album, le groupe décide d'assurer lui-même la production, et change cette fois de méthodes de travail en travaillant chacun de son côté, avant de mettre en commun des idées qui peuvent sembler hétérogènes en première approche. De plus, le groupe décide de ne pas enregistrer des maquettes pour chercher plus de spontanéité et de liberté, ni de planifier une ligne directrice pour l'album à laquelle ils risquent de ne pas respecter comme pour les autres albums et veulent exploser les formats. Tristan Nihouarn décide pour cet album que "Matmatah [fasse] ce qu'il veut" et de s'aventurer hors des sentiers qu’il a lui-même battus, et s’y éclater,. De ce fait, le travail est peu impacté par la crise sanitaire en 2020.
La première chanson à être travaillée est la longue pièce Erlenmeyer. Elle se construit autour d'une boîte à rythme et un piano sur laquelle chacun des membres séparément travaille ses idées, reprenant le principe du "cadavre exquis", avant de les présenter et de les superposer à celles des autres. Le travail sur cette chanson dure quatre ans pour la compléter. Au fur et à mesure de l'avancement de la chanson, les autres nouvelles compositions affluent et Matmatah doit se rendre à l'évidence : le prochain album sera double, le premier de leur discographie.
Comme pour tous les précédents albums, l'enregistrement se déroule principalement dans leur studio personnel situé dans leur cabane de jardin dans le quartier de Kerfautras à Brest. Ce studio, anciennement baptisé "La Datcha" est rénové et remis aux normes pour devenir "North Coast Pentyhouse Recording Studio". Par la suite, divers enregistrements additionnels des guitares se déroulent au château d'Hérouville avec Thierry Garacino (qui avait enregistré La cerise en 2007) comme ingénieur du son. Le groupe enregistre l'accompagnement du Kevrenn Alre à Auray au centre culturel Athéna pour l'instrumental Trenkenn Fisel et les parties de cordes sur Hypnagogia à Skopje en Macédoine du Nord au studio Fame's Institute.

## Arrivée de Léopold Riou

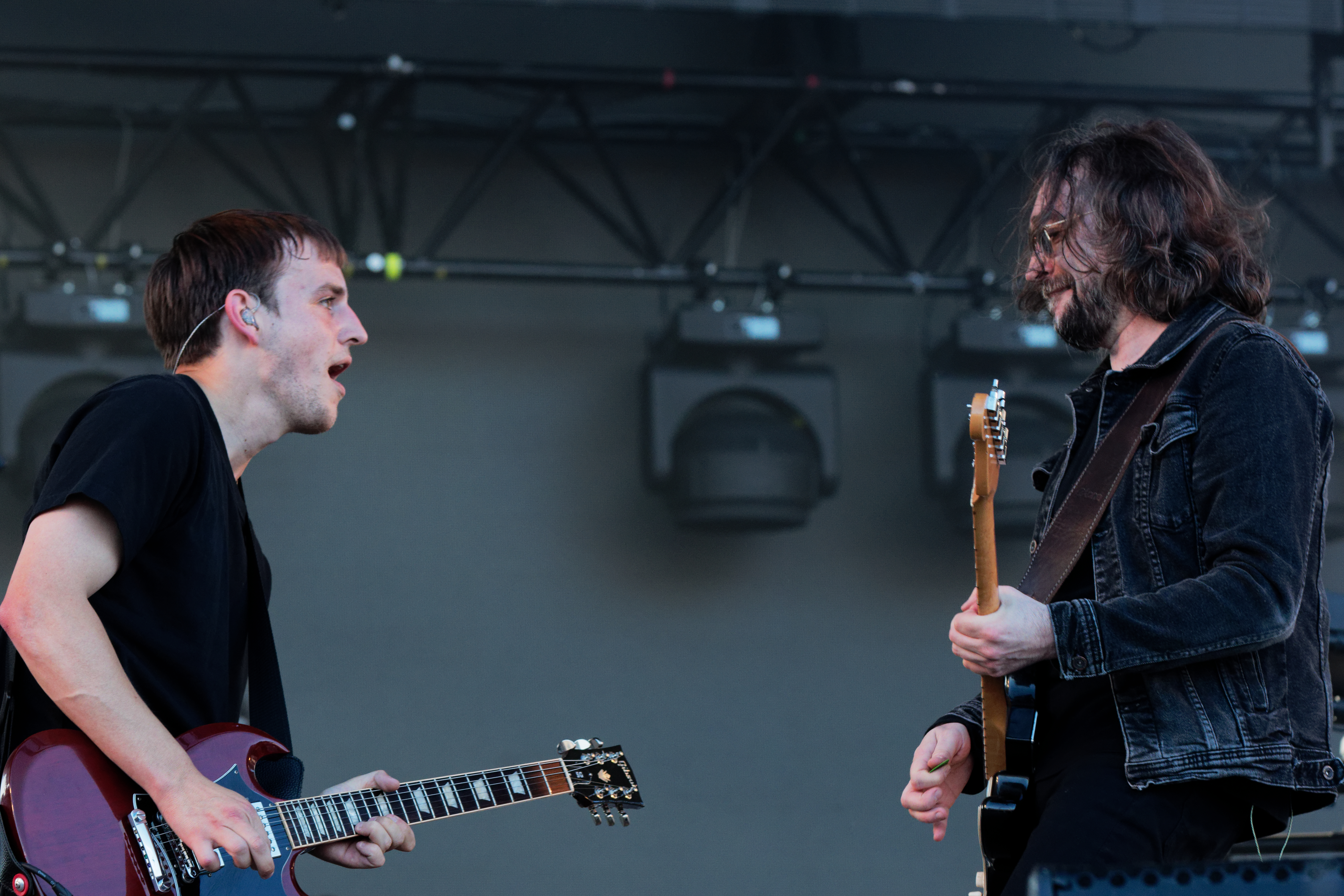
Léo Riou le nouveau guitariste, pour ses débuts sur scène au ̊Festival des Vieilles Charrues 2022

En 2021, les sessions d'enregistrement sont marquées par le remplacement du guitariste Emmanuel Baroux par le jeune Léopold Riou, fils de Jean-Pierre Riou du groupe quimpérois Red Cardell. Néanmoins, ses parties sont conservées.
Né en 1996, ce jeune guitariste virtuose est engagé par le groupe sur suggestion du bassiste Eric Digaire qui l'avait rencontré avec son père au cabaret Vauban à Brest quand tous deux avaient emprunté son matériel le temps d'un remplacement et était stupéfait de son jeu. Bien qu'étant âgé de 25 ans, Léo accepte de rejoindre le groupe et participe à l'album. Le jeune guitariste est présenté au grand public l'année suivante au festival des Vieilles Charrues et celui-ci leur prouve qu'il a sa place au sein du groupe. Son père participe également aux sessions de l'album avec l'enregistrement de la chanson De l'aventure.
Le mixage se déroule au Near Deaf Experience à Lanmeur près de chez Jean-Pierre Riou.

## Sortie et accueil
En juin 2021, le groupe publie la chanson Bet You and I sans aucune autre information. Néanmoins, l'album s'annonce avec la sortie de la chanson Brest-même en novembre 2022. En décembre 2022, le groupe publie la longue ballade Hypnagogia, puis en janvier 2023 la chanson Fière allure.
Le site de groupe propose de précommander 500 exemplaires vinyles avec les signatures du groupe dessus.

### Ventes et critiques
A sa sortie, l'album rencontre un succès commercial mitigé. Il se classe à la 83e place la semaine de sa sortie en France, ce qui sera sa meilleure position, avant de descendre progressivement au cours des semaines suivantes et disparait des classements après sept semaines. C'est l'album studio le moins bien classé du groupe.[réf. nécessaire]
L'album reçoit un accueil critique positif. Le magazine Rolling Stone note l'album 3,5/5 en disant que la "preuve, oui, qu’un grand disque – c’est le cas ici – ne doit avant tout pas naître d’une nécessité, mais bien d’une envie" Le site PublikArt est satisfait de savoir le groupe "autant en forme" considérant que "l’album remplit toutes ses promesses". Le Télégramme reprend les propos de Tristan Nihourn pour décrire l'album : "Matmatah fait ce qu’il veut".

### Promotion et concerts
En 2022, après un mois et demi de répétitions à La Carène à Brest, Matmatah effectue sa tournée dans les festivals estivales pour son retour sur scène après la pandémie et joue des chansons de l'album qui sort en début d'année suivante. Ainsi au festival des Vieilles Charrues, le groupe invite la Kevrenn Alre d'Auray et le joueur de bombarde David Pasquet pour l'instrumental Trenkenn Fisel.
Un mois après la sortie du double album, Matmatah se lance dans une nouvelle tournée qui commence à Brest pour un concert qui affiche d'ores et déjà complet, à l'instar de bien d'autres. La tournée conduit le groupe tant dans les festivals d'été que dans les grandes salles. Néanmoins, le concert du groupe au festival de Paimpol en août 2023 suscite la controverse en raison de la qualité sonore, que le groupe mettra en cause l’organisateur dans une tribune publiée quelques jours plus tard. La tournée est suivie d'une autre tournée à travers la France en 2024.
Le 20 janvier 2023, le groupe utilise la station de ski Courbaton (Bourg-Saint-Maurice) en Savoie pour tourner le clip Le rhume des foins. Ce clip est dévoilé le 15 mai 2023.
Le 19 février 2023, le groupe utilise le quartier de la gare de Rennes pour tourner le clip Populaire.

### Réédition et EPSklogW II (On n’a pas l’cul sorti des ronces)
Le 24 mai 2024, l'album est réédité, augmenté d'un EP intitulé SklogW II (On n’a pas l’cul sorti des ronces). L'EP comporte la chanson éponyme, une version live de Triceratops (la version studio était publié sur l'Antaology en 2015), un titre inédit (Sally MacLennane) avec le groupe québécois Bodh'aktan et une reprise de "Heroes" de David Bowie avec le musicien Kevin Camus. Les chansons supplémentaires sont également disponibles en tant qu'EP autonome en vinyl 33 tours 25 cm.
En février 2024, après la fin de la tournée de 2023, le groupe se rend à Londres aux célèbres studios Abbey Road (là où les Beatles, idoles du groupe, ont enregistré leur albums). Ils enregistrent une nouvelle version de SklogW - intitulée SklogW II (On n’a pas l’cul sorti des ronces) - dans une version plus rock et chaotique comme le décrit le groupe. La session est également filmée pour la réalisation du clip qui sort le 10 avril 2024,.
Tandis que Triceratops est enregistré au cours de la tournée 2023, il est probable que les chansons Sally McLennane et "Heroes" soient enregistrés durant la même séance que SklogW II (On n’a pas l’cul sorti des ronces) lors de la session de février 2024 à Abbey Road.

## Caractéristiques artistiques

### Analyse musicale
Miscellanées Bissextiles est le premier double album du groupe. La musique est composée et arrangée par les membres du groupe, avec l'aide de musiciens additionnels pour l'enregistrement. Le premier disque s’ouvre sur Erlenmeyer, un morceau fleuve de 20 minutes qui propose un voyage vers de nouvelles horizons musicales. L'album se veut un retour aux sources au rock celtique, que le groupe avait abordé à ses débuts avec La Ouache en 1998 qui avait rencontré un important succès tout en restant très rock, avec la prédominance des guitares et du tempo énergique comme sur Le rhume des foins et De l'aventure, mais le groupe est également influencé par la pop anglaise qu'il affectionne comme sur Hypnagogia et Be You and I. Le double album est principalement chanté en français mais aussi en anglais avec des textes pleins des bons mots avec de l'humour ou de la nostalgie. Cet album est un patchwork à la base hétéroclite, mais il offre justement un panel des diverses influences du groupe, tout en proposant une cohérence entre les morceaux les uns avec les autres,.

### Description des chansons
1. Erlenmeyer qui ouvre l'album est une longue chanson longue de près de vingt minutes, où rythmes et genres se succèdent et se mélangent avec beaucoup de justesse[8], une pièce musicale unique et débridée, bande-son du voyage idéal, du centre de la Terre aux confins du cosmos[23]. C'est une véritable petite symphonie rock qui navigue entre slam et pop atmosphérique[6], où le texte, dit et non pas chanté, de Tristan Nihouarn fait entendre des mots torturés, mystiques, pleins de noirceur. Ainsi, les cinq musiciens ne dévoilent pas immédiatement la direction artistique qu'ils proposent, avant que les guitares n'arrivent et que le rythme s'accélère[14]… La chanson occupe toute la première face du vinyle, procédé qui était courant dans le rock progressif, genre auquel Matmatah semble rendre hommage sur ce premier morceau[6]. Tristan explique lors de l'interview avec Alain Pilot que la chanson s'est construite autour d'une boîte à rythme et un piano sur laquelle chacun des membres a travaillé ses idées chacun de son côté, reprenant le principe du "cadavre exquis", avant de les présenter et de les confronter aux autres pour les superposer. L'exemple le plus marquant est sur la partie intitulée Niastou Kiddit où les membres chantent des onomatopées dans une langue imaginaire sur fond de rythmes tribales[7]. Le travail sur cette chanson dure quatre ans pour la compléter. La chanson se décompose de huit parties : 
  1. La morsure est certaine
  2. Leurre et légèreté
  3. Le fond des caldéras
  4. Au mépris des Lois Fondamentales de la Physique
  5. Vortex
  6. Niastou Kiddit
  7. Les dernières cornes d'abondance
  8. Le déni
2. Populaire fustige la tendance actuelle à sacraliser la vindicte du peuple, se substituant trop souvent à la justice. La musique flotte façon mode ballade country-pop avec piano honkytonk et refrain entraînant[6]. Tristan explique que la chanson « est [...] dans l'air du temps, à prendre au second degré avec ce refrain : "elle a tout pour plaire la vindicte populaire, au vu du temps qu'on perd...On a tout pour plaire, on est tous procureurs mes frères" »[18]. Ce titre parle des rumeurs qui enflent, de nos comportements, ajoute t-il[18]. À l'origine, le groupe voulait un tambourin au lieu d'une batterie et Scholl enregistre pourtant chez lui une "batterie" qui en réalité un journal frappé avec des balais et ajoute également une partie de guitare sur l'introduction[7].
3. Le rhume des foins évoque de façon humoristique, sur fond de musique rock, le rhume des foins qui affecte le narrateur qui le contraint à ne pas pouvoir sortir dehors profiter du mois de juin, ce qui l'agace.
4. Brest-même est un hommage à la ville de Brest et un retour aux sources pour Matmatah, avant tout brestois, qui crie son amour pour la cité du Ponant[14] qui l’a vu naître, cette « vieille amie d’enfance » aux « cent nuances de gris » qui lui colle à la peau[8]. Matmatah présente la chanson sous le prisme de souvenirs réels ou fantasmés, le souvenir d'une ville qui transpire de sensations, de sensorialité. L'image de la ville n'est pas présentée de manière descriptive, mais plutôt de manière évocatrice[24].
5. Hypnagogia est le résultat d'un défi relevé par Matmatah d’intercepter ce moment particulier intitulé l'hypnagogie, cet étrange état intermédiaire entre la conscience et le sommeil au moment de l’endormissement, chacun l’a vécu[25],[26]. C'est une ballade pop progressive longue de plus de 7 minutes, hypnotique, langoureuse[11], influencée par la pop anglaise[14]. C'est une longue progression qui démarre par des airs inspirés par les Beatles, avant un final empreint de lyrisme dramatique[6]. Le Kevrenn Alre (ici en 2012) a participé à la chanson Trenkenn Fisel.

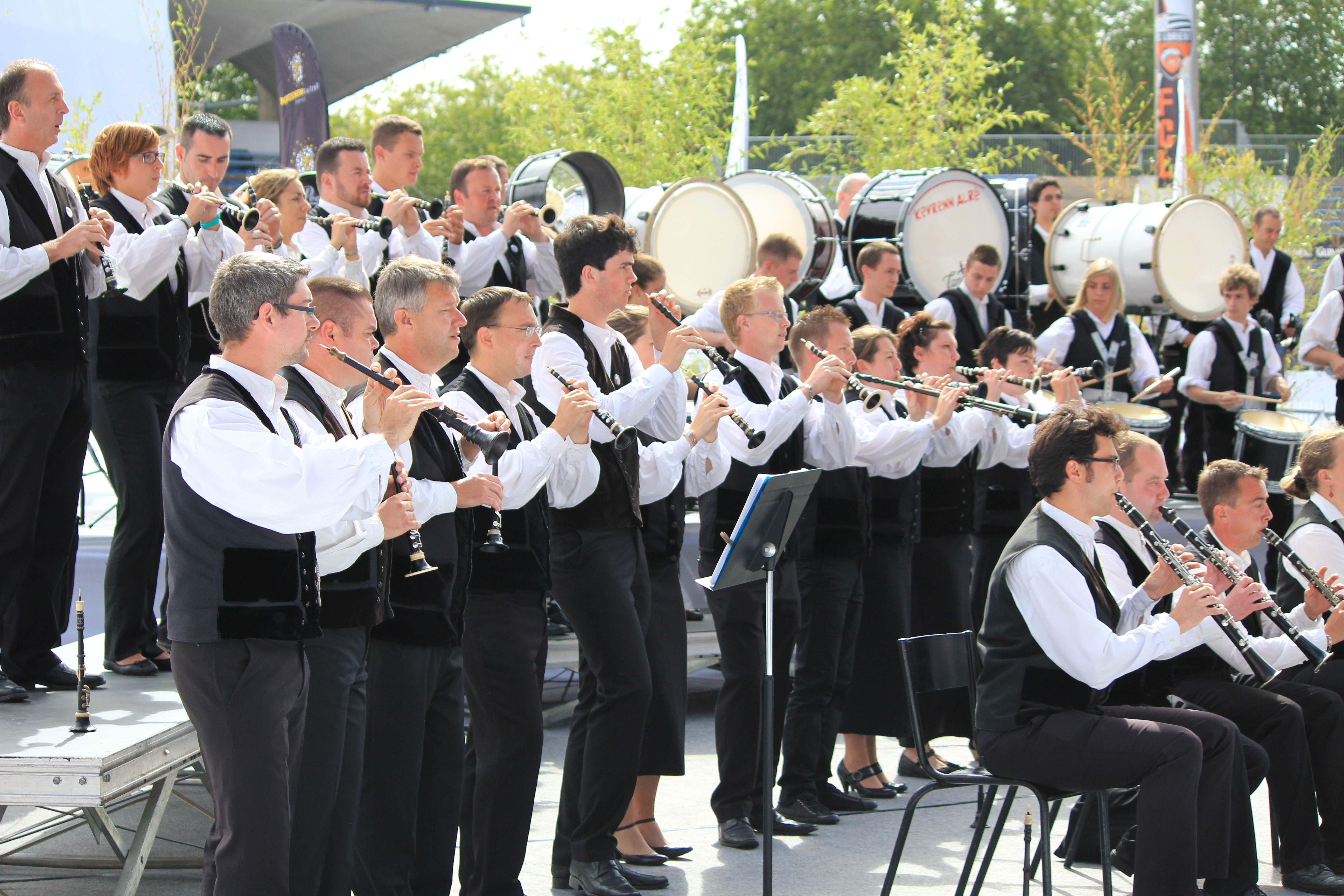
Le Kevrenn Alre (ici en 2012) a participé à la chanson Trenkenn Fisel.

6. Trenkenn Fisel qui ouvre le second disque est un instrumental épique structuré long de presque huit minutes où la guitare électrique se marie aux cornemuses et bombardes[8]. Du rock dans la veine seventies mais avec des couleurs bretonnes, style qui a fait le succès de Matmatah par le passé[6]. Ce morceau de bravoure est marqué par la rencontre entre Matmatah et la musique bretonne traditionnelle avec le renfort de David Pasquet et de la Kevrenn Alre, donnant au résultat un fisel à la sauce rock et joli clin d’œil à ses racines bretonnes[14], qui enchaîne blues pesant et ritournelle celtique[6]. Ce titre était déjà interprétée par le groupe, David Pasquet et la Kevrenn Arle en concert au festival des Vieilles Charrues en 2022 avant la sortie de l'album[14] où le groupe a présenté son nouveau guitariste Léo.
7. Obscène Anthropocène est la suite de la chanson Nous y sommes issue de Plates coutures (2017) où le groupe se questionne sur le devenir de la planète[14].
8. Fière allure est un titre de rock'n'roll pur[6] sur la confiance en soi.
9. Bet You And I est un titre aux accents très pop avec ses harmonies vocales à la Beach Boys[6]. Composée par Scholl, les paroles de Bet You And I expriment l’espoir et le désir de renouveau dans la vie et l’amour, chantées en anglais. Tristan explique qu'il a écrit la chanson en anglais (car il a du mal à écrire en français sur une composition de Scholl) pendant le confinement et la sort en 2021 pour apporter du positif dans le monde[7]. Au moment de la sortie de la chanson, le groupe avait alors précisé qu’il n’était pas sûr que ce titre finisse sur l’album[23].Jean-Pierre Riou de Red Cardell (ici en 2015) est le père du jeune nouveau guitariste Léopold et participe à la chanson De l'aventure.

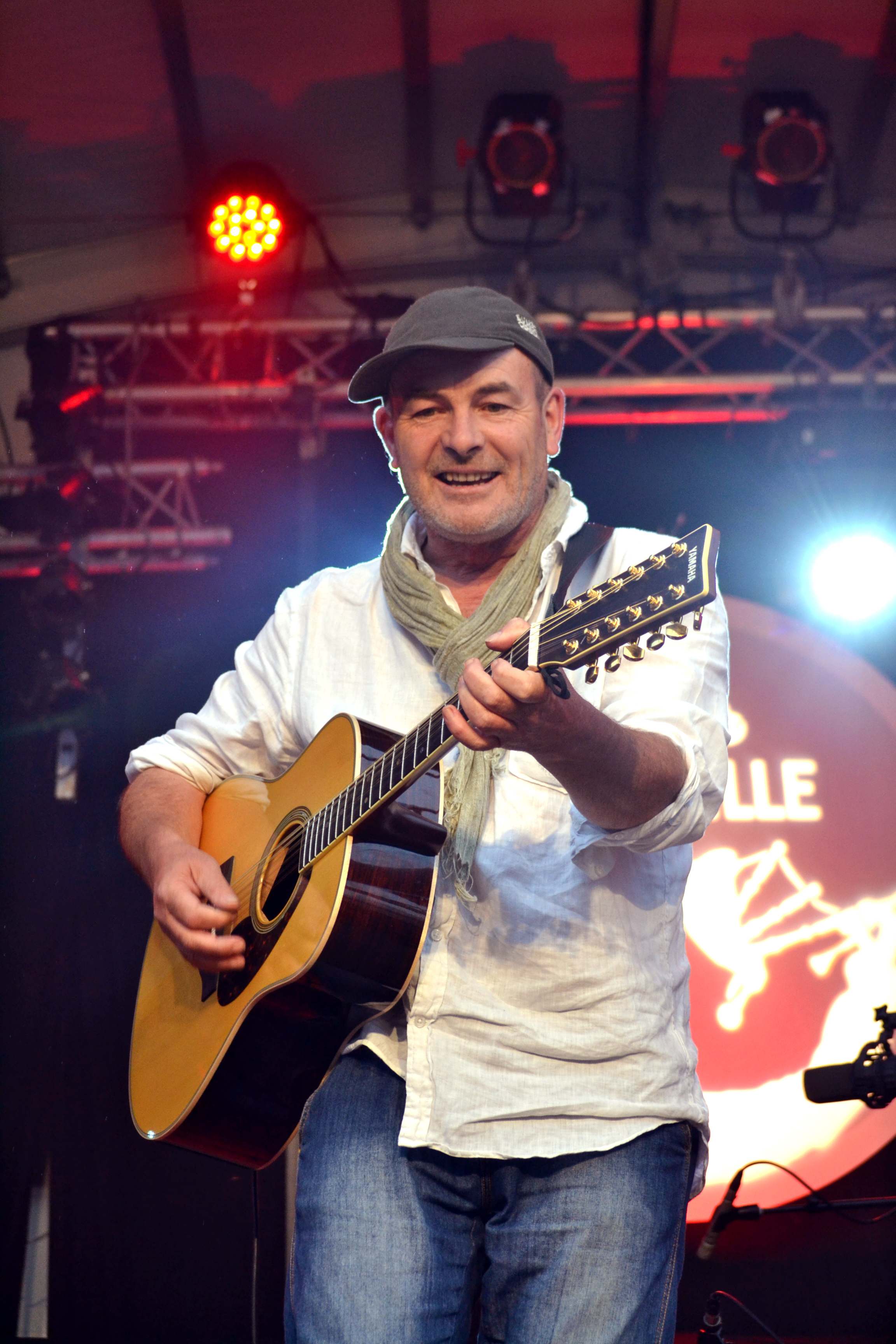
Jean-Pierre Riou de Red Cardell (ici en 2015) est le père du jeune nouveau guitariste Léopold et participe à la chanson De l'aventure.

10. De l'aventure est une chanson festive[13] qui évoque le début d'une histoire d'amour, qualifiée d'« aventure ».
11. SklogW fait référence à la formule de Boltzmann {\displaystyle S=k\log W}[21]. Comme dans la formule, le texte, parsemé d'expressions surannées[6], va progressivement basculer dans le chaos ("On n’a pas l’cul sorti des ronces")[21]. En janvier 2024, le groupe enregistre une seconde version plus rock dans les célèbres studios Abbey Road à Londres où ils filment la session en y ajoutant plus de chaos[21]. La nouvelle version sort le 10 avril 2024[21].
12. La posologie est une confession sarcastique du narrateur qui avoue la prise de substances illicites[6] bien que les différents noms des substances en questions dans les paroles sont remplacés par des trous.
13. Let's Say It's Alright est un morceau calme influencé par David Bowie[6]. La chanson est composée par Scholl au piano et co-écrite par l’irlandais Kevin Twomey du groupe émergent Bigger pour épauler Tristan[7] .
14. Coupette ? en guise de clôture d'album plonge l’auditeur au cœur d’une fête où pique-assiette et faux-semblants semblent s’être invités[8], avec une citation mélodique qui déforme le motif de guitare de la chanson No Surprises (1997) de Radiohead[6].

### Pochette et disque
Dans le titre de l'album, les « miscellanées » sont un recueil sur des sujets divers de science et de littérature, d’études, tandis que « bissextile » fait référence aux quatre dernières années placées sous l’ombre de la pandémie de Covid. Comme beaucoup d’artistes, Matmatah a eu le temps de réfléchir et a passé quatre ans ("bissextile") à étudier les différentes "miscellanées" pour préparer ce sixième album studio.
La pochette réalisée par Tristan Nihouarn est un fond blanc avec le nouveau logo du groupe "Matmatah" en minuscules et les lettres "M" forment des escaliers et le nom de l'album en dessous du logo, tous deux en bleu clair. Cette pochette se veut comme l'"album blanc" de Matmatah, dont fait référence implicitement Tristan Nihouarn en interview avec Alain Pilot. La pochette est le reflet de l'album, symbolisant "un groupe qui se fait confiance et qui prend soin musicalement les uns des autres".

### Clips
Le premier clip proposé est celui de Brest-même diffusé sur Youtube le 9 novembre 2022. Réalisé par Lenny Urbain et Mickaël Delahaie, le clip met en scène le groupe en train de jouer la chanson dans une pièce blanche dont sont projetés sur les murs avec des vidéos-projecteurs des images de Brest. La vidéo en dit long sur les ambitions du groupe à reprendre la devant de la scène comme ils l’ont déjà fait par le passé.
Le second clip est Le rhume des foins diffusé sur Youtube le 15 mai 2023. Réalisé par Thierry Robert, le clip met en scène le groupe en train de jouer la chanson dans un paysage sous la neige et ils s'amusent également avec la neige en se faisant une bataille de boule de neige ou s'allongent dans la neige en pentagonale. Une fois la chanson finie, la caméra s'éloigne du groupe dans la neige pour sortir de la boule à neige (où le groupe se trouve en réalité) située dans un champ en fleur plein de pollen.

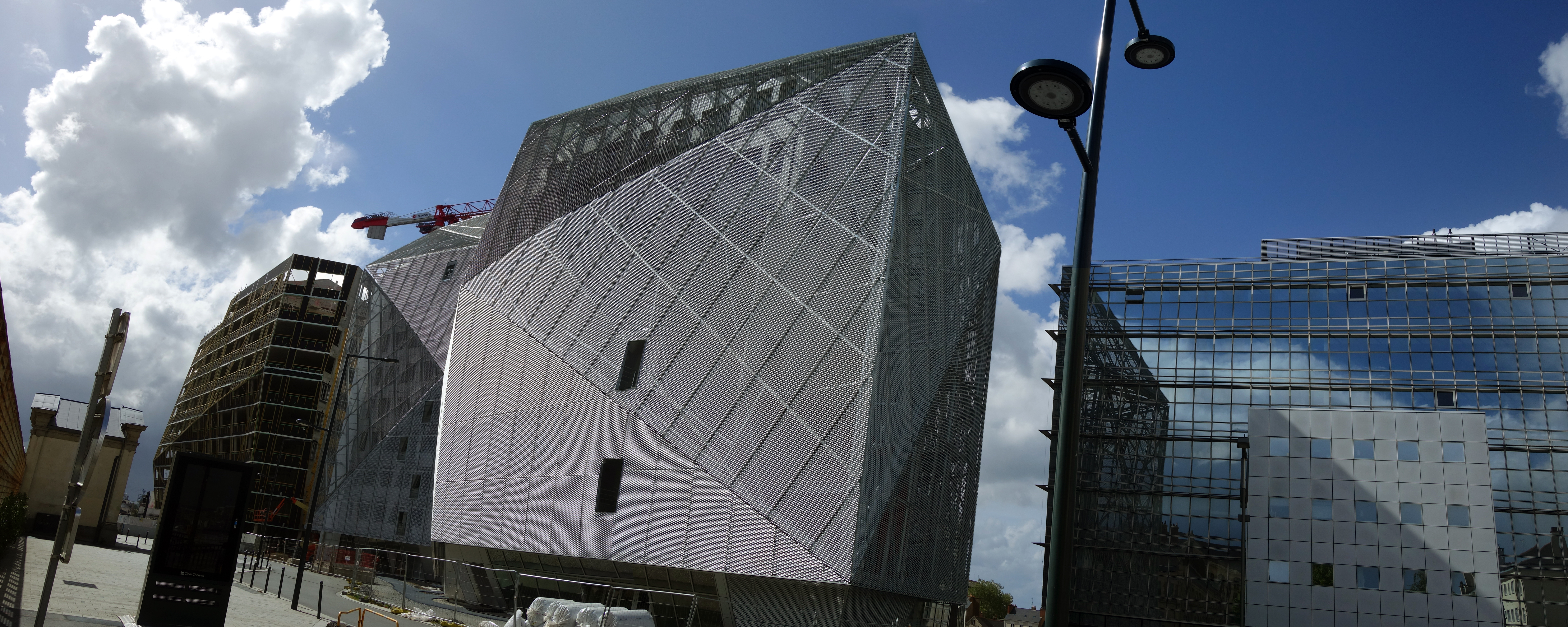
Le quartier de la gare de Rennes (ici en 2019) a servi de lieu de tournage au clip de Populaire.

Le troisième clip est Populaire, bientôt disponible. Réalisé par le réalisateur rennais Joe Pinto Mïa, le clip met en scène le groupe déguisés en malfrats dans un milieu urbain jouant la chanson, accompagné par des figurants qui les chassent. Le chanteur explique le jour du tournage : « C'est un décor urbain qui a été choisi pour le clip et pour illustrer notre chanson Populaire. On est dans la peau d'une bande de malfrats du dimanche, de petits justiciers pour le tournage ». Le clip est en partie tournée à l'entrée sud de la gare de Rennes le dimanche 19 février.
En avril 2024 est dévoilé le clip SKLOGW II (On n’a pas l’cul sorti des ronces). La vidéo montre la session du groupe aux studios Abbey Road, "le lieu sacré que le groupe blasphème par cette chanson chaotique" selon le groupe, réalisé dans la très bonne humeur.
Le clip de Let Say It's Alright est dévoilé en février 2025. Ce clip réalisé par Lenny Urbain en noir et blanc montre Tristan Nihouarn marcher sur la plage près de la pointe de Corsen à Plouarzel dans les environs de Brest.

## Fiche technique

### Pistes
La version CD comporte les titres 1 à 5 sur le premier disque et les titres 6 à 14 sur le second. La version vinyle comporte la chanson Erlenmeyer sur la face A, les chansons 2 à 5 sur la face B, 6 à 9 sur la face C et 10 à 14 sur la face D.
Les paroles sont de Tristan Nihouarn, sauf mentions contraires. La musique est de Benoît Fournier, Eric Digaire, Tristan Nihouarn, sauf mention contraire.
| 1.  | Erlenmeyer             |                                | Benoît Fournier, Eric Digaire, Tristan Nihouarn, Emmanuel Baroux | 19:06 |
| 2.  | Populaire              |                                | Fournier, Baroux, Nihouarn, Baroux                               | 03:11 |
| 3.  | Le Rhume des foins     |                                | Fournier, Baroux, Nihouarn, Baroux                               | 02:16 |
| 4.  | Brest-même             |                                |                                                                  | 03:21 |
| 5.  | Hypnagogia             |                                | Fournier, Baroux, Nihouarn, Baroux                               | 07:25 |
| 6.  | Trenkenn Fisel         | Instrumental                   |                                                                  | 07:55 |
| 7.  | Obscène anthropocène   |                                |                                                                  | 03:56 |
| 8.  | Fière allure           | Eric Digaire                   |                                                                  | 02:49 |
| 9.  | Bet You And I          |                                |                                                                  | 03:39 |
| 10. | De l'aventure          |                                |                                                                  | 03:07 |
| 11. | SklogW                 |                                |                                                                  | 01:59 |
| 12. | La Posologie           | Eric Digaire                   |                                                                  | 04:02 |
| 13. | Let's Say It's Alright | Tristan Nihouarn, Kevin Twomey |                                                                  | 04:48 |
| 14. | Coupette ?             |                                | Fournier, Baroux, Nihouarn, Emmanuel Baroux                      | 02:30 |

| 1. | SKLOGW II (On n’a pas l’cul sorti des ronces) |             |                                    | 03:22 |
| 2. | Triceratops [live] (feat. David Pasquet)      |             | Fournier, Baroux, Nihouarn, Baroux | 05:00 |
| 3. | Sally MacLennane (feat. Bodh’aktan)           |             | Fournier, Baroux, Nihouarn, Baroux | 02:40 |
| 4. | "Heroes" (feat. Kevin Camus)                  | David Bowie | David Bowie                        | 07:46 |

### Crédits

#### Matmatah
- Tristan Nihouarn : chant, guitare, flute, claviers
- Eric Digaire : chant, basse, guitare, claviers, chœurs
- Benoît Fournier : batterie, percussion, guitare; journal frappé sur Populaire
- Emmanuel Baroux (membre jusqu'à 2022) : guitare, chœurs, programmation
- Léopold Riou (nouveau membre depuis 2022) : guitare sur Brest-même, Trenkenn Fisel, Fière allure, De l'aventure et La posologie, programmation sur Trenkenn Fisel
- Julien Carton (membre depuis 2017) : piano et chœurs sur Erlenmeyer, Populaire, Bet You And I et Let's Say It's Alright, orgue Hammond et programmation sur Trenkenn Fisel

#### Musiciens additionnels
- Morgane Mercier : chœurs sur Brest-même, Hypnagogia, Bet You And I et De l'aventure
- Victoria Pandrea : chœurs sur Bet You And I
- Virginie Auffret : chœurs sur Brest-même
- Ariana Vafadari : chant sur Coupette ?
- Kevrenn Alré : accompagnement musicale sur Trenkenn Fisel
- David Pasquet : bombarde et Tin Whistle sur Trenkenn Fisel
- Mathis Bouveret-Akengin : programmation et arrangements sur Hypnagogia
- Grégoire Korniluk : violoncelle sur Let's Say It's Alright
- Pierre Sangra : violon sur De l'aventure
- Jean-Pierre Riou (de Red Cardell) : gazouillis sur De l'aventure

#### Équipe technique
- Réalisé et enregistré par Matmatah
- Enregistré au North Coast Pentyhouse Recording Studio[note 1] (Brest) par Matmatah
- Enregistrements additionnels au château d'Hérouville par Thierry Garacino
- Kevrenn Alré enregistré au Centre Culturel Athéna, Auray par Emmanuel Casals (assisté par Hugo Jan et Philippe Guillo)
- Cordes sur Hypnagogia enregistrées à Fame's Institute, Skopje, Macédoine du Nord
- Mixage : Sébastien Lorho (Near Deaf Experience)
- Mastering : Benjamin Savignoni (Translab)
- Production exécutive : Julien Banes (Upton Park Publishing)
- Pochette : Tristan Nihouarn
- Photographie : Lenny Urbain